# لواء صقور الصحراء
كان لواء صقور الصحراء أحد فروع الميليشيات الخاصة المسلحة التابعة للجيش العربي السوري التي حاربت إلى جانب الحكومة السورية في الحرب الأهلية السورية. وتألف في المقام الأول من الضباط العسكريين السابقين وقدامى المحاربين السابقين، فضلاً عن متطوعين من مجموعات أخرى موالية للحكومة، وتتراوح أعمارهم ما بين 25 و40 سنة. ويوصف هذا اللواء بأنه مجموعة «نخبة» مدربة على تكتيكات الكمائن، واستخدم في مهام خاصة على عدة جبهات. المجموعة جهزت بأسلحة خفيفة ومتوسطة، وقدم لها الدعم المدفعي من الجيش السوري النظامي عند الحاجة.
وفقًا لبعض المصادر، تشكلت الجماعة في محافظة حمص وعملت في المناطق الصحراوية المتاخمة للعراق والأردن لقطع الطرق التي تستخدمها الجماعات المتمردة المعادية للحكومة لتهريب المقاتلين والإمدادات داخل سوريا وخارجها. ومع ذلك، تنص مصادر أخرى على أن المجموعة تشكلت في مطلع عام 2013 بسبب انهيار عام تقريبا لنظام الإمداد في الجيش السوري حيث لم يكن جنود الجيش يفتقرون إلى الوقود والذخيرة فحسب، وإنما إلى الضروريات الأساسية مثل الغذاء. وفي بيئة من الحظر الدولي المفروض، وصلت الحكومة السورية إلى الأفراد الأثرياء وذوي العلاقة الجيدة (وهم في أغلب الأحيان من خلفيات مثيرة للجدل) مثل محمد جابر وأيمن جابر من أجل توفير الموارد اللازمة. وبالإضافة إلى ذلك، سمحت الحكومة السورية لهؤلاء الأفراد بتشكيل وحدات ميليشيا خاصة، مثل صقور الصحراء، التي كان أفرادها مجهزين بصورة أفضل من جنود الجيش النظامي بسبب الصلات والموارد المالية المتاحة للإخوان جابر. ونتيجة لذلك، اجتذبت الوحدة بعض أفضل أفراد القوات المسلحة السورية. وتنص بعض المصادر أيضا على أن «التجنيد شبه العسكري أكثر نجاحا بكثير من تجنيد الجيش، لأنه يحدث عادة عن طريق الشبكات المحلية أو غير الرسمية أو الروابط الأسرية أو المجتمعية... ومن الأسهل أيضاً الانضمام إلى جماعة شبه عسكرية ثم تركها».
رغم تمويلها وتكوينها من جانب الإخوان جابر، فإن الوحدة كان يقودها عملياتيًا العقيد الركن محسن سعيد حسين، وهو ضابط في الحرس الجمهوري، ومظلي.
تمثلت إحدى مهام الوحدات في حماية حقول النفط والغاز في الأراضي السورية، وتكون بمثابة قوة للاستجابة السريعة.
تم حل هذا الفصيل الرديف للجيش السوري في أغسطس 2017 ونقل عناصره إلى الفيلق الخامس والفرقة الثالثة ليصبحوا جنوداً نظاميين.